# Ben Granfelt Band
Ben Granfelt Band je finská finská progressive blues-rocková skupina, kterou založil kytarista a zpěvák Ben Granfelt v roce 1993. Skupina vystupovala v klubech a na festivalech ve Finsku, Velké Británii, Německu, Spojených státech, Rakousku, Švýcarsku a Spojených arabských emirátech, kde se objevili v Abu Dhabi a Dubaji na jazzových festivalech.
Styl skupiny je popisován jako směs rytmu, melodie a soulu v přirozeném spojení progresivního rocku a hard rocku. Po hudební stránce je ovlivnili Gov’t Mule, Jeff Beck, Peter Frampton a Robin Trower.

## Členové skupiny
- Ben Granfelt (kytara, zpěv)
- Miri Miettinen (bicí, zpěv)
- John Vihervä (baskytara, zpěv)
- Robert Engstrand (klávesy, zpěv)

## Bývalí členové skupiny
- Kari Leppälä (baskytara)
- Kasper Mårtensson (klávesy)
- Ako Kiiski (baskytara, zpěv)
- Lauri Porra (baskytara, zpěv)
- Anssi Växby (baskytara, zpěv)
- Harri Rantanen (baskytara, zpěv)[2]

## Hudebníci hostující na albech skupiny
- Tero Pennanen (klávesy)
- Pekka Gröhn (klávesy)
- Abdissa "Mamba" Assefa (perkusy)
- Petri Korpela (perkusy)

## Diskografie
- The Truth – 1994 Megamania
- Radio Friendly – 1996 Megamania
- Live – 1997 Megamania
- E.G.O. – 1999 Megamania
- All I Want to Be – 2001 Megamania
- The Past Experience – 2004 Megamania
- Live Experience – 2006 Bonnier/Amigo
- Sum of Memories – 2006 Bonnier/Amigo
- Notes from the Road – 2007 Bonnier/Amigo
- Kaleidoscope – 2009 Windseekers
- Handmade – 7. března 2014 Turenki